# مایندلس وانز
مایندلس وانز (به انگلیسی: Mindless Ones) عنوان هیولاهایی خیالی و شرور بزرگ در کتاب‌های کامیک منتشر شده توسط مارول کامیکس می‌باشند. آن‌ها توسط نویسنده استن لی و طراح استیو دیتکو خلق شده‌اند که برای نخستین بار در شمارهٔ ۱۲۷ از مجموعه کمیک استرنج تیلز (دسامبر ۱۹۶۴) حضور پیدا کردند. آن‌ها مخلوقاتی از ابعاد بیرونی به‌شمار می‌روند که بوسیلهٔ جادو برای مجازات دیگران احضار شده‌اند (آن‌ها هیچ اراده‌ای از خود ندارند). آن‌ها هیچ نوع چهره‌ای به غیر از یک چشم درخشان بر روی صورت خود ندارند و دارای تمایلاتی وحشیانه در کنار حداقل ضریب هوشی هستند. مایندلس وانز به عنوان بزرگترین بچه دورمامو شناخته می شود که در یک سنگ گیر افتاده و نمی‌خواهد از آن سنگ بیرون بیاید.